# Phoenixpetrell
Phoenixpetrell (Pterodroma alba) är en utrotningshotad tropisk havsfågel som tillhör ordningen stormfåglar (Procellariiformes).

## Utseende
Phoenixpetrellen är en medelstor stormfågel som blir upp till 35 cm lång och med ett vingspann på 83 cm. Ovansidan är mörk, undersidan vit, liksom strupen. Könen är lika.

## Utbredning och levnadssätt
Phoenixpetrellen förekommer ute på öppet hav och runt kusterna av de centrala delarna av Stilla havet. Dess häckningskolonier finns på Phoenixön, Tonga, Kiritimati, Tuamotuöarna, Marquesasöarna och ön Pitcairn. Honorna lägger ett vitt ägg direkt på marken. Dess föda består till största delen av bläckfisk och kräftdjur.

## Status
Baserat på pågående habitatförluster, en liten population bestående av 20 000 vuxna individer, predation av invasiva arter och mänsklig exploatering så kategoriseras arten som sårbar (VU) av IUCN.